# Prachtkerze
Die Prachtkerze (Oenothera lindheimeri (Engelm. & A.Gray) W.L.Wagner & Hoch, Syn.: Gaura lindheimeri Engelm. & A.Gray), auch wie einige andere Pflanzenarten Präriekerze genannt, ist eine Pflanzenart, die seit 2007 zur Gattung der Nachtkerzen (Oenothera) innerhalb der Familie der Nachtkerzengewächse (Onagraceae) gehört. Sie kommt im südlichen Nordamerika nur in der Grenzregion zwischen den südlichen USA und dem nördlichen Mexiko vor.

## Beschreibung

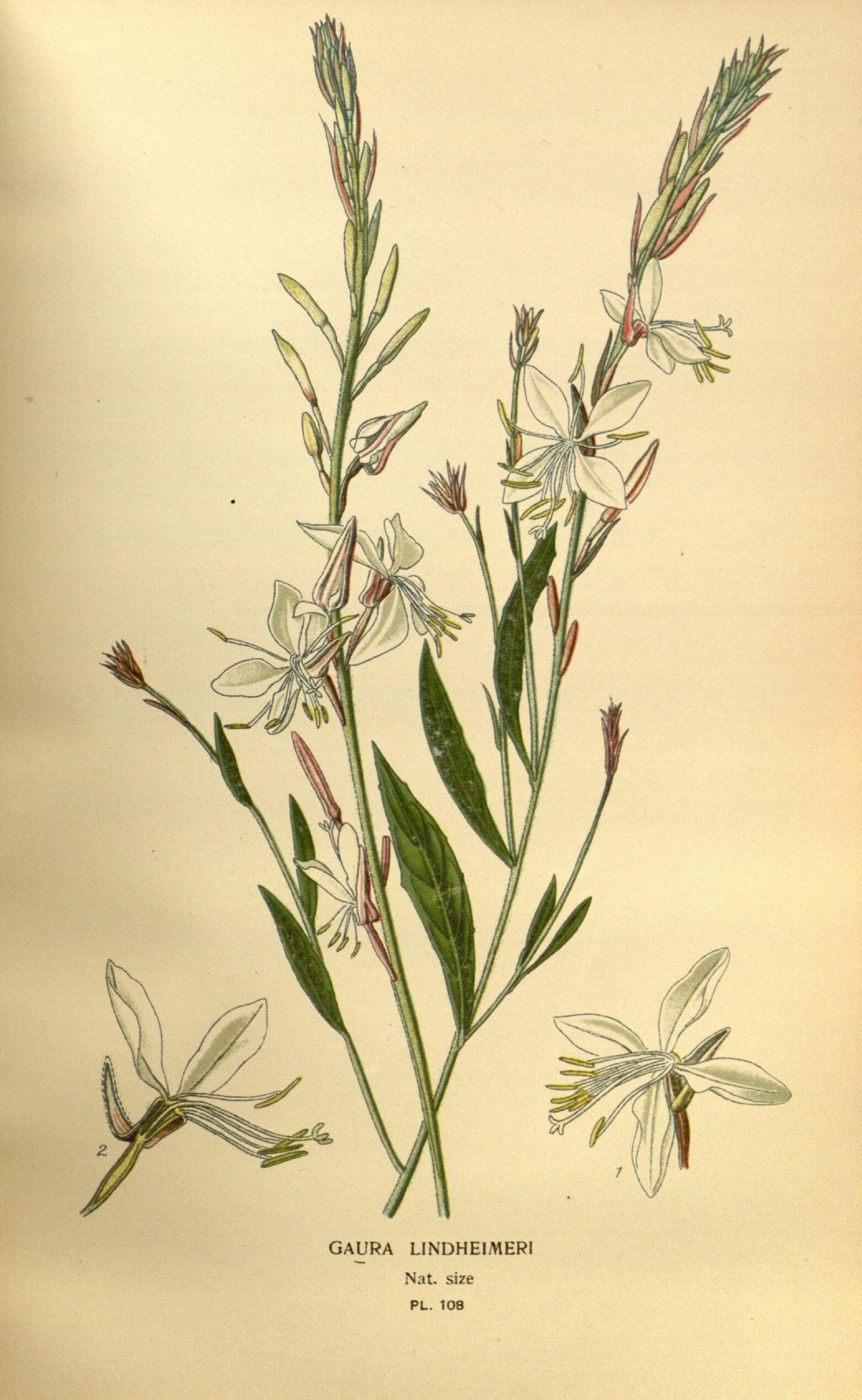
Illustration aus Favourite flowers of garden and greenhouse

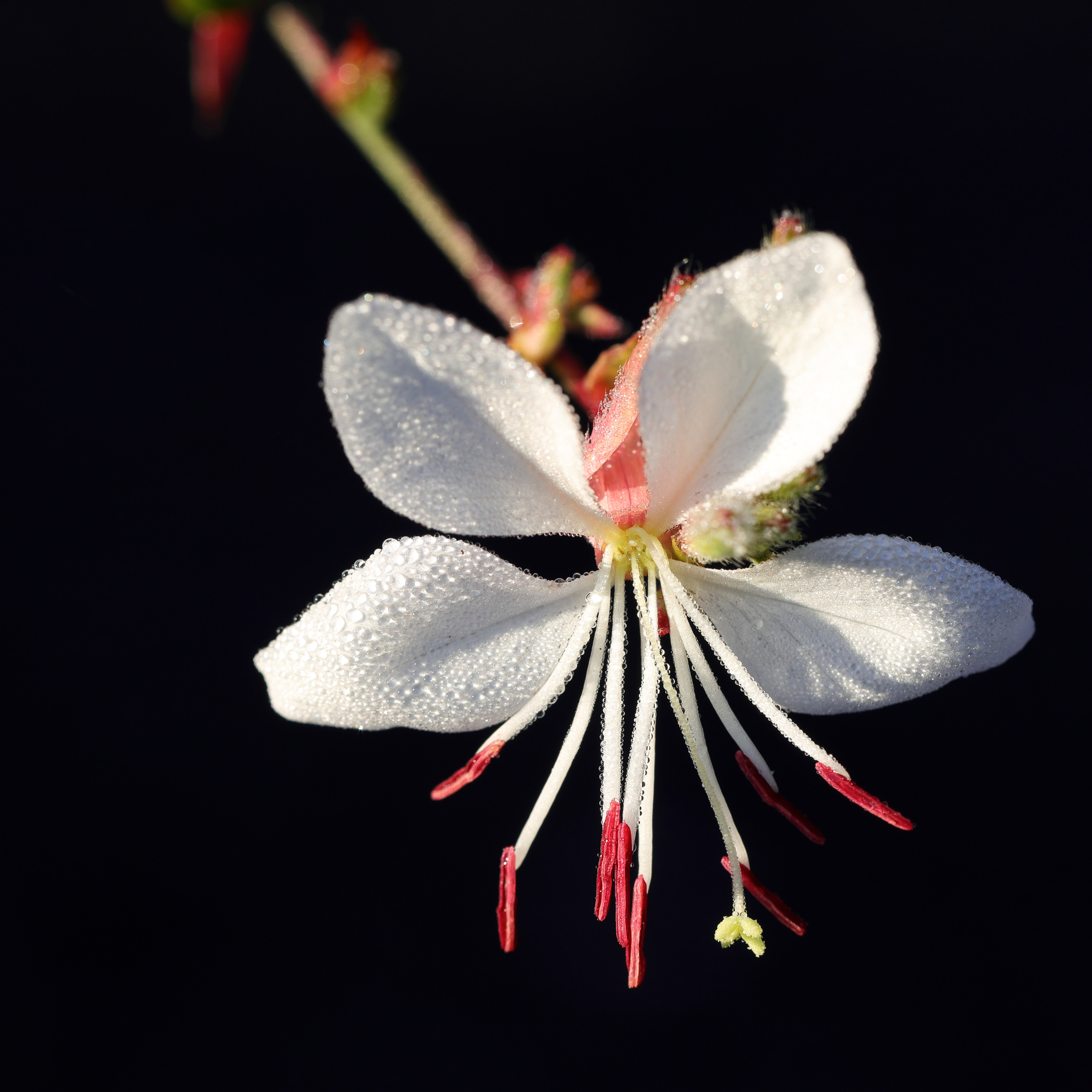
Schwach zygomorphe, vierzählige Blüte im Detail

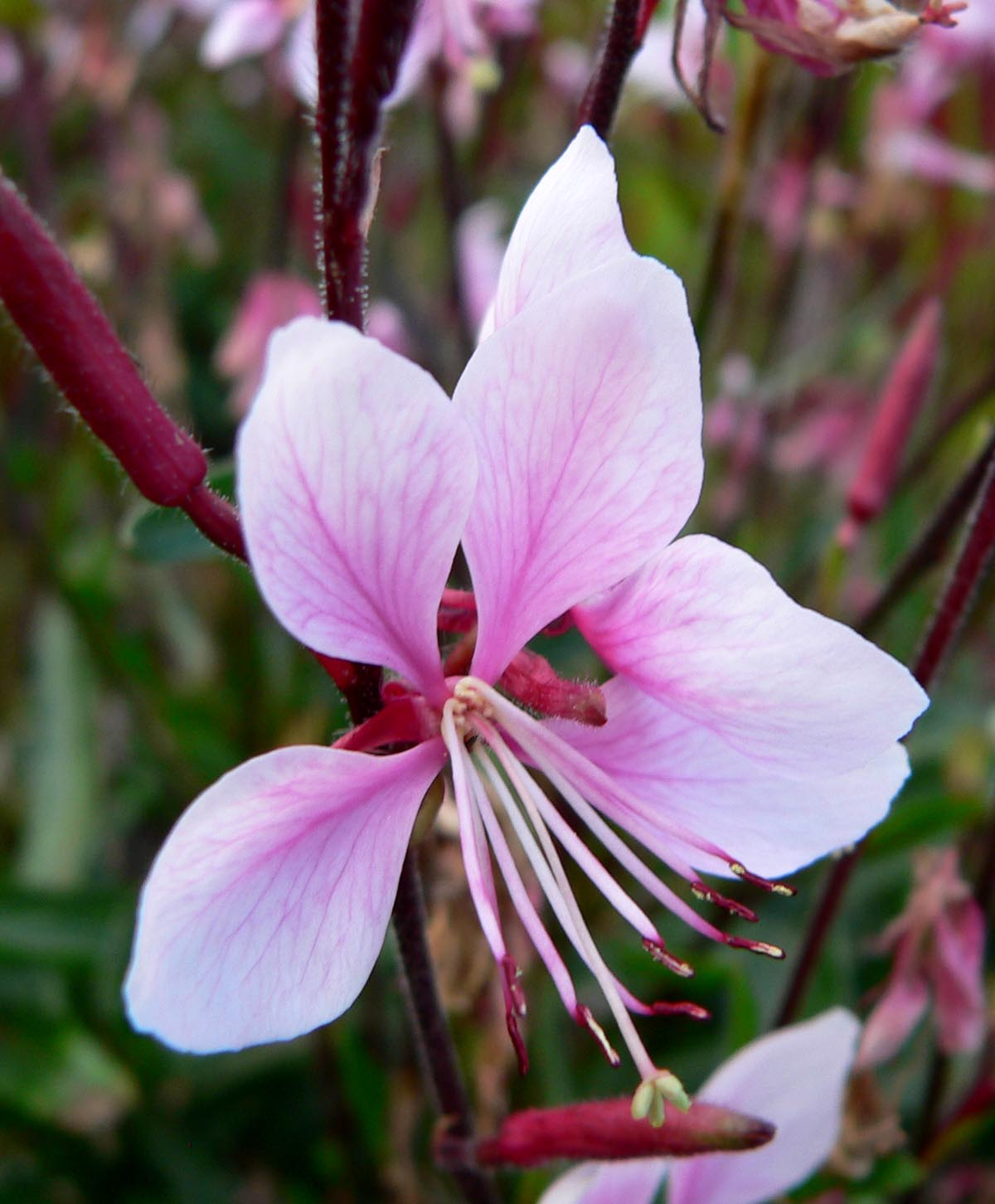
Blüte der Sorte ‚Cherry Brandy‘

### Vegetative Merkmale
Die Prachtkerze wächst als horstbildende, ausdauernde krautige Pflanze und erreicht Wuchshöhen von 50 bis 150 Zentimetern. Die aufrechten bis gebogenen, schwach verzweigten Stängel sind mit gebogenen Trichomen rau behaart.
Die einfachen Laubblätter sind bei einer Länge von 0,5 bis 9 Zentimetern sowie einer Breite von 5 bis 15 Millimetern meist schmal-elliptisch oder seltener spatelförmig mit breit-spitzem bis zugespitztem oberen Enden und spärlich und winzig gezähnten sowie gewellten Blatträndern.

### Generative Merkmale
Die Blütezeit erstreckt sich vom Frühjahr bis zum ersten Frost. Der einfache bis stark verzweigte traubige Blütenstand ist mit einer Länge von etwa 80 Zentimetern und einem Durchmesser von 2 bis 3 Zentimetern relativ lang und schmal; die vielen Blüten öffnen sich nacheinander während der Morgendämmerung.
Die zwittrige Blüte ist schwach zygomorph und vierzählig mit doppelter Blütenhülle (Perianth). Die vier bei der Naturform während der Anthese weißen Kronblätter sind 1 bis 1,2 Zentimeter lang. Die Blüten sind als Knospen rosafarben, nach dem Öffnung der Blüten am Morgen sind die Kronblätter weiß und gegen Abend, kurz vor dem Verblühen, schwach rosafarben überhaucht. Die Blüten sollen nach Katzenurin riechen. Es sind zwei Kreise mit je vier Staubblättern vorhanden. Die Staubbeutel sind rötlich-braun. Die Staubblätter und der Griffel befinden sich im unteren Bereich der Blüte.
Die Kapselfrucht ist bei einer Länge von meist 6 bis 8 Millimetern sowie einem Durchmesser von 2 bis 3 Millimetern ellipsoid und deutlich vierkantig.
Die Chromosomenzahl beträgt 2n = 14.

## Vorkommen
Die Prachtkerze ist im südlichen Nordamerika in der Grenzregion zwischen den USA und Mexiko beheimatet. Sie kommt in den USA vom südöstlichen Texas bis zum südwestlichen Louisiana vor. Dort wächst sie in Prärien, offenen Kiefernwäldern und an Rändern von Teichen.
Die Prachtkerze ist in einigen Gebieten der Welt ein Neophyt, beispielsweise Belgien, Frankreich sowie China.

## Taxonomie
Die Erstbeschreibung unter dem Namen (Basionym) Gaura lindheimeri erfolgte 1845 durch George Engelmann und Asa Gray in Boston Journal of Natural History, Volume 5, Issue 2, S. 217. Die Artbezeichnung lindheimeri ehrt Ferdinand Jacob Lindheimer (1801–1879), den aus Deutschland stammenden „Vater der texanischen Botanik“ und der für die Harvard University in Texas Pflanzen sammelte. Die Neukombination zu Oenothera lindheimeri (Engelm. & A.Gray) W.L.Wagner & Hoch wurde 2007 durch Warren Lambert Wagner und Peter C. Hoch: Revised Classification of the Onagraceae. in Systematic Botany Monographs, Volume 83, S. 213 veröffentlicht.

## Verwendung
Die Prachtkerze wird als Zierpflanze für Parks und Gärten verwendet. In den gemäßigten Gebieten ist sie winterhart.
Es existieren zahlreiche Sorten, beispielsweise ‚Corrie's Gold‘, ‚Lime Light‘, ‚Madonna‘, ‚Whirling Butterflies‘, ‚Shakti‘, ‚Pink Butterfly‘ und ‚Siskiyou Pink‘. Die Sorte ‚Elfenbusserl‘ wurde zur bayerischen Balkonpflanze des Jahres 2007 gekürt.